# Pseudauximus annulatus
Espèce
Pseudauximus annulatus est une espèce d'araignées aranéomorphes de la famille des Macrobunidae.

## Distribution
Cette espèce est endémique d'Afrique du Sud. Elle se rencontre au Cap-du-Nord et au Limpopo.

## Description
Le mâle holotype mesure 4,5 mm.

## Systématique et taxinomie
Cette espèce a été décrite par Purcell en 1908.

## Publication originale
- Purcell, 1908 : « Araneae (I). Zoologische und anthropologische Ergebnisse einer Forschungsreise im westlichen und zentralen Südafrika. Erster Band: Systematik und Tiergeographie. Zweite Lieferung. » Denkschriften der Medicinisch-Naturwissenschaftlichen Gesellschaft zu Jena, vol. 13, p. 203-246 (texte intégral).